# (I've Had) The Time of My Life
"(I've Had) The Time of My Life" là một bài hát của hai nghệ sĩ thu âm người Mỹ Bill Medley và Jennifer Warnes nằm trong album nhạc phim của bộ phim năm 1987 Dirty Dancing. Nó được phát hành tháng 9 năm 1987 như là đĩa đơn đầu tiên trích từ album bởi RCA Records, đồng thời được sử dụng như là bài hát chủ đề của bộ phim. Bài hát được đồng viết lời bởi John DeNicola, Donald Markowitz và Franke Previte, trong khi phần sản xuất được đảm nhiệm bởi Michael Lloyd. Ban đầu được dự định sẽ do Donna Summer và Joe Esposito thể hiện, "(I've Had) The Time of My Life" xuất hiện lần đầu tiên dưới dạng một bản thu nháp tron album phòng thu đầu tay của Franke and the Knockouts mang chính tên họ (1981), ban nhạc mà Previte đóng vai trò giọng ca chính. Đây là một bản pop ballad kết hợp với những yếu tố từ soft rock mang nội dung đề cập đến sự hạnh phúc của một cặp đôi trong tình yêu, trong đó họ khẳng định khoảng thời gian cả hai bên nhau là khoảnh khắc hạnh phúc nhất trong cuộc đời.
Sau khi phát hành, "(I've Had) The Time of My Life" nhận được những phản ứng tích cực từ các nhà phê bình âm nhạc, trong đó họ đánh giá cao nội dung lời bài hát cũng như quá trình sản xuất nó. Ngoài ra, bài hát còn gặt hái nhiều giải thưởng và đề cử tại những lễ trao giải lớn, bao gồm chiến thắng giải Quả cầu vàng lẫn Oscar cho Bài hát gốc xuất sắc nhất, và hai đề cử giải Grammy cho Trình diễn song tấu hoặc nhóm nhạc giọng pop xuất sắc nhất và Bài hát xuất sắc nhất được viết cho một tác phẩm điện ảnh hoặc truyền hình tại lễ trao giải thường niên lần thứ 30, và chiến thắng giải đầu tiên. "(I've Had) The Time of My Life" cũng tiếp nhận những thành công vượt trội về mặt thương mại, đứng đầu các bảng xếp hạng ở Úc, Bỉ, Canada và Hà Lan, và lọt vào top 10 ở hầu hết những quốc gia nó xuất hiện, bao gồm vươn đến top 5 ở Áo, Pháp, Ireland, Tây Ban Nha và Thụy Sĩ. Tại Hoa Kỳ, nó đạt vị trí số một trên bảng xếp hạng Billboard Hot 100, trở thành đĩa đơn quán quân đầu tiên của Medley và thứ hai của Warnes tại đây.
Video ca nhạc cho "(I've Had) The Time of My Life" được đạo diễn bởi Greg Gold, trong đó bao gồm những cảnh Medley và Warnes hát trong một căn phòng trống dưới phông nền đen trắng, xen kẽ với những hình ảnh từ Dirty Dancing. Để quảng bá bài hát, hai nghệ sĩ đã trình diễn nó trên nhiều chương trình truyền hình và lễ trao giải lớn, bao gồm Top of the Pops, giải thưởng Âm nhạc Mỹ năm 1988 và giải Oscar lần thứ 60. Kể từ khi phát hành, "(I've Had) The Time of My Life" đã được hát lại và sử dụng làm nhạc mẫu bởi nhiều nghệ sĩ, như Barry Manilow, Jermaine Jackson, The Black Eyed Peas, Girls Aloud, Fifth Harmony, Idina Menzel, Chris Stapleton, Taylor Hicks, Katharine McPhee và dàn diễn viên của Glee, cũng như xuất hiện trong nhiều tác phẩm điện ảnh và truyền hình, bao gồm Beverly Hills, 90210, Bob's Burgers, Crazy, Stupid, Love, Get Out, Gossip Girl, How I Met Your Mother, New Girl, Scrubs và Two and a Half Men.

## Danh sách bài hát
Đĩa CD tại châu Âu
1. "(I've Had) The Time Of My Life" – 4:47
2. "Love Is Strange" (thể hiện bởi Mickey & Sylvia) – 2:53

Đĩa CD maxi tại Anh quốc
1. "(I've Had) The Time Of My Life" – 4:47
2. "In The Still Of The Night" (thể hiện bởi The Five Satins) – 2:59
3. "Love Is Strange" (thể hiện bởi Mickey & Sylvia) – 2:53
4. "Overload" (thể hiện bởi Zappacosta) – 3:39

## Xếp hạng
| Bảng xếp hạng (1987-92)               | Vị trí cao nhất |
| ------------------------------------- | --------------- |
| Úc (ARIA)                             | 1               |
| Áo (Ö3 Austria Top 40)                | 3               |
| Bỉ (Ultratop 50 Flanders)             | 1               |
| Canada (RPM)                          | 1               |
| Châu Âu (European Hot 100 Singles)    | 8               |
| Pháp (SNEP)                           | 5               |
| Đức (Official German Charts)          | 4               |
| Ireland (IRMA)                        | 5               |
| Hà Lan (Dutch Top 40)                 | 1               |
| Hà Lan (Single Top 100)               | 1               |
| New Zealand (Recorded Music NZ)       | 3               |
| Nam Phi (Springbok Radio)             | 1               |
| Tây Ban Nha (AFYVE)                   | 5               |
| Thụy Điển (Sverigetopplistan)         | 12              |
| Thụy Sĩ (Schweizer Hitparade)         | 5               |
| Anh Quốc (OCC)                        | 6               |
| Hoa Kỳ Billboard Hot 100              | 1               |
| Hoa Kỳ Adult Contemporary (Billboard) | 1               |

| Bảng xếp hạng (1987)                 | Vị trí |
| ------------------------------------ | ------ |
| Canada (RPM)                         | 32     |
| UK Singles (Official Charts Company) | 74     |
| US Billboard Hot 100                 | 27     |
| Bảng xếp hạng (1988)                 | Vị trí |
| Australia (ARIA)                     | 1      |
| Austria (Ö3 Austria Top 40)          | 28     |
| Belgium (Ultratop 50 Flanders)       | 1      |
| Europe (European Hot 100 Singles)    | 62     |
| Germany (Official German Charts)     | 25     |
| Netherlands (Dutch Top 40)           | 1      |
| Netherlands (Single Top 100)         | 2      |
| New Zealand (Recorded Music NZ)      | 37     |
| South Africa (Springbok Radio)       | 2      |
| US Adult Contemporary (Billboard)    | 12     |

| Bảng xếp hạng (1980-89)    | Vị trí |
| -------------------------- | ------ |
| Netherlands (Dutch Top 40) | 1      |

## Chứng nhận
| Quốc gia | Chứng nhận | Số đơn vị/doanh số chứng nhận |
| --- | ---------- | ----------------------------- |
| Úc (ARIA) | Vàng       | 35.000^                       |
| Canada (Music Canada) | Vàng       | 50.000^                       |
| Đan Mạch (IFPI Đan Mạch) | Vàng       | 45.000‡                       |
| Ý (FIMI) | Vàng       | 25.000‡                       |
| Hà Lan (NVPI) | Bạch kim   | 100.000^                      |
| Anh Quốc (BPI) | Vàng       | 500.000‡                      |
| Hoa Kỳ (RIAA) | Vàng       | 500.000^                      |
| * Chứng nhận dựa theo doanh số tiêu thụ. ^ Chứng nhận dựa theo doanh số nhập hàng. ‡ Chứng nhận dựa theo doanh số tiêu thụ và phát trực tuyến. |            |                               |